# ۵۰۹ (میلادی)
۵۰۹ (میلادی) پانصد  و نهمین سال تقویم میلادی است.

## درگذشتگان
‎